# Parafia Świętej Jadwigi Królowej w Częstochowie
Parafia Świętej Jadwigi Królowej – rzymskokatolicka parafia znajdująca się w Częstochowie, należąca do dekanatu Częstochowa – św. Wojciecha w archidiecezji częstochowskiej. Parafia była erygowana w 1982 roku.

## Kalendarium wydarzeń
- 1 kwietnia 1982 – erygowanie parafii przez biskupa częstochowskiego Stefana Barełę
- 18 czerwca 1982 – instalacja pierwszego proboszcza ks. Jana Niezgody
- 1 kwietnia 1983 – rozpoczęcie budowy kaplicy, sal katechetycznych i plebanii
- 22 lipca 1984 – wmurowanie kamienia węgielnego pod kaplicę przez biskupa Tadeusza Szwagrzyka
- 25 grudnia 1984 – poświęcenie kaplicy przez biskupa Stanisława Nowaka
- 7 lipca 1991 – konsekracja kościoła przez biskupa Stanisława Nowaka
- 1 kwietnia 1992 – poświęcenie przez arcybiskupa Stanisława Nowaka dzwonów kościelnych o imionach: „Maryja”, „św. Jadwiga” i „św. Jan Chrzciciel”
- 17 lipca 1997 – przekazanie relikwii św. Jadwigi przez kustosza katedry na Wawelu oraz poświęcenie figury i obrazu św. Jadwigi
- 27 maja 1998 – poświęcenie obrazu Matki Bożej Częstochowskiej przez biskupa Antoniego Długosza
- 28 marca 1999 – poświęcenie krzyża i tabernakulum przez arcybiskupa Stanisława Nowaka
- 15 marca 2000 – poświęcenie stacji drogi krzyżowej
- 17 grudnia 2002 – peregrynacja obrazu Jezusa Miłosiernego
- grudzień 2006 – zakupienie organów w Ahlborn
- marzec 2007 – wykonanie groty fatimskiej
- 8 czerwca 2007 – jubileusz 25-lecia istnienia parafii

## Grupy parafialne
- Akcja Katolicka – 40 osób
- Katolickie Stowarzyszenie Młodzieży – 6
- ministranci i lektorzy – 60
- Żywy Różaniec – 11 róż
- Ruch Światło-Życie

## Szkoły pod opieką parafii
- Miejskie Przedszkole Nr 13
- Szkoła Podstawowa Nr 1
- Gimnazjum Nr 5
- Technikum Gastronomiczne

## Proboszczowie
- 1982 – 2015 – ks. prałat Jan Niezgoda
- od 2015 – ks. kan. Jarosław Ginter